# Camei di Alfred Hitchcock
La stragrande maggioranza dei film di Alfred Hitchcock contiene dei camei, brevi apparizioni "straordinarie", quindi al di fuori del contesto generale, che il regista amava fare.
Quello di apparire nei suoi film era un vezzo che il regista inglese così spiegava nel celebre libro-intervista del 1967 con François Truffaut:
Hitchcock è apparso in 39 dei suoi film, numero che ricorda la sua pellicola Il club dei 39 (The 39 Steps) del 1935.
François Truffaut poi rese omaggio al vezzo del regista inglese nel film Adele H. - Una storia d'amore del 1975, in cui appare per pochi secondi nei panni di un soldato nel quale la protagonista crede di riconoscere l'uomo che sta disperatamente cercando.
La passione per i camei di Alfred Hitchcock è stata omaggiata nell'episodio de I Simpson dal titolo Un tram chiamato Marge. Dopo una scena ambientata in un asilo che parodia Gli uccelli, i personaggi escono dall'edificio e in primo piano passa un uomo simile a Hitchcock con due barboncini bianchi al guinzaglio.

## Lista
Ecco la lista delle apparizioni di Hitchcock nei suoi film, in ordine cronologico:
- Il pensionante (1927): appare due volte: la prima è seduto di spalle nella redazione di un giornale; la seconda è tra la folla che assiste ad un arresto della polizia.
- Virtù facile (1928): passeggia nei pressi di un campo da tennis.
- Ricatto (1929): cerca di leggere un giornale nella metropolitana, mentre un bambino lo infastidisce giocando con il suo cappello.
- Omicidio! (1930): è a fianco di una donna, per strada, mentre il protagonista sta uscendo in strada da un edificio.
- Il club dei 39 (1935): per la strada, mentre i protagonisti usciti dal teatro cercano di salire su un autobus, getta via la carta di una caramella.
- Giovane e innocente (1937): è un fotografo che tenta di scattare istantanee in mezzo alla folla all'esterno di un tribunale.
- La signora scompare (1938): passeggia su un marciapiede della Victoria Station di Londra, fumando una sigaretta.
- Rebecca - La prima moglie (1940): passa alle spalle di George Sanders, accanto ad una cabina telefonica.
- Il prigioniero di Amsterdam (1940): legge un giornale in strada mentre Joel McCrea lascia l'albergo.
- Il signore e la signora Smith (1941): passa su un marciapiede accanto a Robert Montgomery.
- Il sospetto (1942): attraversa la strada mentre l'auto con Joan Fontaine riparte.
- Sabotatori (1942): appare due volte: la prima è vestito da cowboy e consegna una lettera, la seconda è il cliente di un'edicola.
- L'ombra del dubbio (1943): gioca a bridge in treno, ha in mano 13 carte di picche.
- Prigionieri dell'oceano (1943): è raffigurato su un giornale che pubblicizza gli effetti di una cura dimagrante.
- Io ti salverò (1945): esce da un ascensore nella hall di un albergo.
- Notorious - L'amante perduta (1946): è tra gli invitati della festa nella villa di Sebastian e beve una coppa di champagne.
- Il caso Paradine (1947): esce dalla stazione assieme a Gregory Peck, imbracciando una custodia di violoncello.
- Nodo alla gola (1948): appare due volte: la prima passeggia su una strada con una donna, la seconda è virtuale, nello sfondo con i grattacieli quando si accendono le luci della sera appare una scritta rossa al neon che è il profilo di Hitchcock
- Il peccato di Lady Considine (1949): appare due volte: la prima è al ricevimento del governatore, la seconda è fermo a discutere sulle scale di un palazzo mentre il protagonista entra in casa.
- Paura in palcoscenico (1950): si volta a guardare Eve che parla da sola per strada.
- L'altro uomo (1951): cerca di salire sul treno con la custodia di un contrabbasso, incrociando Farley Granger.
- Io confesso (1953): passeggia sulla sommità di una scalinata.
- Il delitto perfetto (1954): è immortalato su una fotografia di vecchi compagni di scuola mostrata da Ray Milland.
- La finestra sul cortile (1954): mette a punto un orologio a pendolo in casa di un musicista.
- Caccia al ladro (1955): è seduto in fondo ad un autobus di fianco a Cary Grant.
- La congiura degli innocenti (1956): attraversa la strada, dietro l'auto di un collezionista di quadri.
- L'uomo che sapeva troppo (1956): assiste, di spalle, ad uno spettacolo di saltimbanchi arabi sulla piazza di Marrakesh.
- Il ladro (1956): proietta l'ombra di sé stesso prima dei titoli di testa.
- La donna che visse due volte (1959): passeggia tenendo in mano la custodia di una tromba nei pressi del cantiere navale di proprietà dell'amico di James Stewart.
- Intrigo internazionale (1959): appare due volte: la prima è un passeggero che tenta di salire su un autobus, ma le porte gli si richiudono in faccia, la seconda è seduto di fronte alla reception dell'hotel dove Cary Grant va dopo essere sfuggito alla celebre scena dell'aereo che lo insegue per ucciderlo. Girò voce che impersonò anche una donna seduta in un vagone passeggeri a cui un controllore chiede il biglietto. In realtà si trattava dell'attrice Jesslyn Fax.
- Psyco (1960): sosta davanti all'agenzia dove lavora Marion, con in testa un cappello da texano.
- Gli uccelli (1963): esce dal negozio di uccelli portando al guinzaglio due fox-terrier bianchi.
- Marnie (1964): esce da una camera di albergo guardando Tippi Hedren che transita nel corridoio.
- Il sipario strappato (1966): nella hall di un albergo, ha in braccio un bimbo che gli "bagna" i pantaloni.
- Topaz (1969): è seduto su una carrozzella per invalidi in un aeroporto, poi si alza per salutare un conoscente e cammina.
- Frenzy (1972): è tra la folla ad ascoltare un oratore sulle rive del Tamigi.
- Complotto di famiglia (1976): mostra la sua silhouette nera dietro i vetri dell'ufficio di statistica anagrafica.